# Bionic Tower
Bionic Tower – propozycja „pionowego miasta”. Budynek został zaprojektowany do celów mieszkalnych przez hiszpańskich architektów Eloya Celayę, Rosę Cerverę i Javiera Pioza. 
Jeśli zostanie wybudowany, będzie najwyższym budynkiem na świecie, mierzącym 1228 m (3702 stóp), mającym około 300 pięter. Wymiary budynku to 133 × 110 m u podstawy i 166 × 133 m w najszerszym miejscu. Mogłoby zamieszkać w nim około 100 000 ludzi. Budynek posiadałby prawdopodobnie 368 wind, które poruszałyby się z prędkością 15 m/s. Całkowita powierzchnia wynosiłaby 2 000 000 m². 
Budynek miałby stanąć w Hongkongu lub Szanghaju. Koszty wyniosłyby około 15 miliardów USD.